# 密西根中央車站
密西根中央車站（英語：Michigan Central Station），又稱密歇根中央車廠（Michigan Central Depot)，是美國密西根州底特律的一座火車站建築。
車站建於1912年至1913年間，屬密西根中央鐵路，以取代被火焚燬的上一代車站。1988年1月6日最後一班美鐵列車駛出後荒廢之今。車站在建築之時是世界最高的火車站建築。